# Marcello Bernardi
Marcello Bernardi (Rovereto, 18 giugno 1922 – Milano, 8 gennaio 2001) è stato un pediatra, pedagogista e saggista italiano.

## Biografia
Medico pediatra, Marcello Bernardi è stato docente di Puericultura all'Università degli Studi di Pavia e di Auxologia all'Università degli Studi di Brescia, oltre che presidente del Centro di Educazione Matrimoniale e Prematrimoniale; Bernardi, seguace delle teorie di Winnicott, è stato il referente italiano di quella pedagogia radicale rappresentata negli Stati Uniti da Ivan Illich (il cui motto era descolarizzare la società) e da Paulo Freire nonché, storicamente, da William Godwin in Inghilterra, Leone Tolstoj in Russia, Francisco Ferrer in Spagna, Don Milani in Italia.
Ha scritto vari libri divenuti fondamentali per i genitori italiani, collaborato con varie riviste e tenuto per anni una rubrica di risposta alle lettere dei genitori su l'Unità; il suo libro più famoso è forse Il nuovo bambino (Fabbri), uscito per la prima volta nel 1972, ristampato e aggiornato più volte, campione di vendite da un milione e mezzo di copie.
Nel 1993 fu tra i redattori dei volumetti per il corso d'informazione sessuale per bambini in videocassetta dal titolo L'albero della vita.

## Opere
- Il nuovo bambino, Milanolibri, 1972
- Mille giorni di parole, con Enzo Tortora e Luigi Marsico, Edizioni Educative, Milano, 1968
- Enciclopedia pratica per l'allevamento e l'educazione dei figli, Mondadori, 1971
- Il problema inventato, EMME Edizioni, 1971
- Il problema della sovrappopolazione fascicolo 5 di Italia Nostra, Milano 1975
- Discorso alla coppia, Quadragono Libri, Conegliano, 1975
- Il figlio facoltativo, Milanolibri, 1975
- La maleducazione sessuale, EMME Edizioni, 1977
- La moltiplicazione umana contro l'uomo, Edizioni Atlas, 1979
- Educazione e libertà, De Vecchi 1980
- Rolonio, Agorà 1981
- Per una gioventù senza cuore, Stamperia della Frontiera, Caneggio, 1984
- Metodo in pediatria, col professor Roberto Burgio, Edizione Franco Angeli, 1986
- Gli imperfetti genitori, Fabbri, 1988
- Giulia Filippetti ovvero Cronache della procreazione responsabile, Unione Femminile Nazionale, 1990
- Sessualità, Milanolibri, 1993
- Il tuo bambino diventa grande, con Munari, Omicini, Ugazio, Sperling&Kupfer, 1994
- La fine del giorno, Milanolibri, 1995
- L'avventura di crescere, Fabbri Editori, 1995
- La tenerezza e la paura, con Pina Tromellini, Salani, 1996
- Adolescenza, Fabbri Editori, 1998
- Lettere ai genitori a cura di Laura Matteucci, Salani, 1998
- Corpo mente cuore con Cesare Barioli, Luni, 1998
- Piccolo manuale per vecchi guerrieri, Centro A.M.Maderna, Verbania, 2000
- Infanzia fra due mondi, Fabbri Editore, 2000
- Roberto Denti (a cura di), Conversazioni con Marcello Bernardi. Il libertario intollerante, Elèuthera, 1991
- Ascoltare i bambini, a cura di Valeria Covini, Fabbri Editori, 2003

| Controllo di autorità | VIAF (EN) 64168597 · ISNI (EN) 0000 0000 7837 613X · SBN CFIV043908 · LCCN (EN) n82032656 · BNF (FR) cb13542513g (data) · J9U (EN, HE) 987007400449305171 |